# 民眾國家劇院
民眾國家劇院（法文：Théâtre National Populaire）是一個座落於法國維勒班的國家戲劇中心，負責創作、製作及接待各類戲劇演出，並擁有自己的舞台布景製作工作室。歷史上，多位重要導演，包括讓·維拉、喬治·威爾遜和羅傑·普朗雄，相繼掌管劇院，各自為劇院在不同時期注入新鮮活力。傑米耶創立劇院的初衷，是提供高品質且價格親民的戲劇，以吸引更廣泛的觀眾群。

## 巴黎時期
民眾國家劇院由導演菲爾曼·傑米耶於1920年在巴黎夏樂宮創立。其創立宗旨，根據安東尼·維特茲（Antoine Vitez）的詮釋，是發展一種「為所有人提供的精英戲劇」，即高品質且大眾可及的戲劇。1937年，劇院在巴黎重建，隨後幾十年間，劇院不斷適應變革，以滿足各時代的需求。1951年，讓·維拉接掌新的民眾國家劇院，致力於提供高品質且大眾可及的戲劇。他創立了一個常駐劇團，吸引了眾多年輕且具才華的演員，如傑拉德·菲利普（Gérard Philipe）。維拉還聘請了年輕作曲家莫里斯·賈爾（Maurice Jarre）擔任音樂總監，為劇院創作多部經典作品。1963年，喬治·威爾遜接任劇院管理，並在劇院內設立專為當代作家服務的第二劇場。

## 維勒班時期
1972年，民眾國家劇院遷往維勒班，由羅傑·普朗雄、巴提斯·謝侯和羅伯特·吉爾伯特（Robert Gilbert）共同管理。此階段，民眾國家劇院成為維勒班的文化地標。2002年，克里斯蒂安·希亞雷蒂（Christian Schiaretti）接任劇院管理，並進行了大規模的翻新工程，提升了劇院設施。2020年1月1日，讓·貝洛里尼（Jean Bellorini）繼任劇院管理，繼續推動劇院向前發展，並致力於維持劇院在現代劇場中的重要地位。

翻新後的民眾國家劇院內部
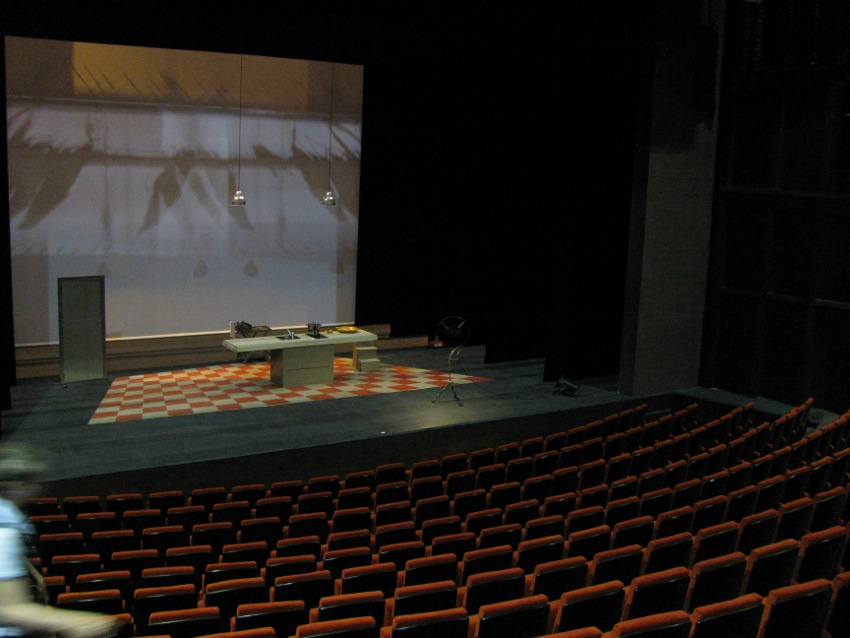
劇院的觀眾席和舞台
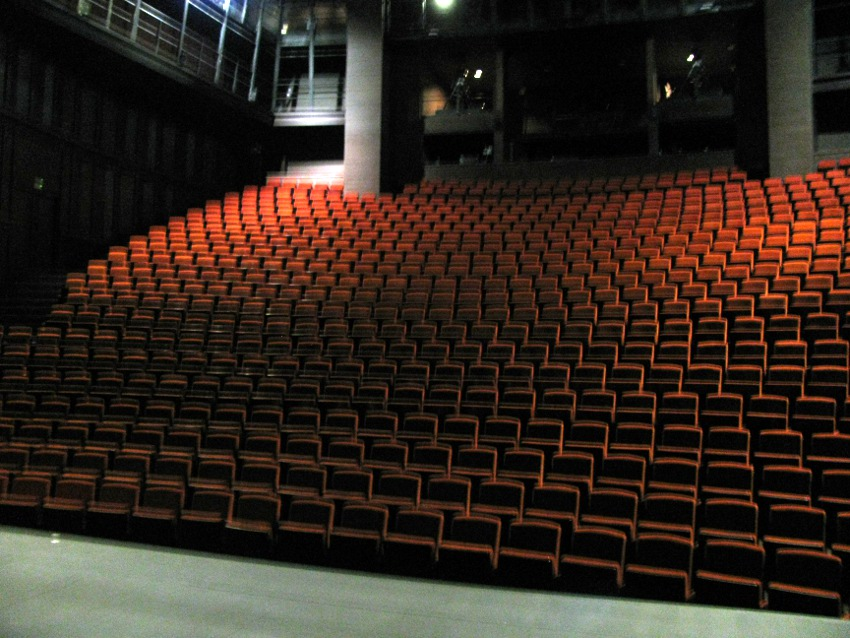
羅傑·普朗雄廳從舞台上看到的景觀，內裡有667個座位
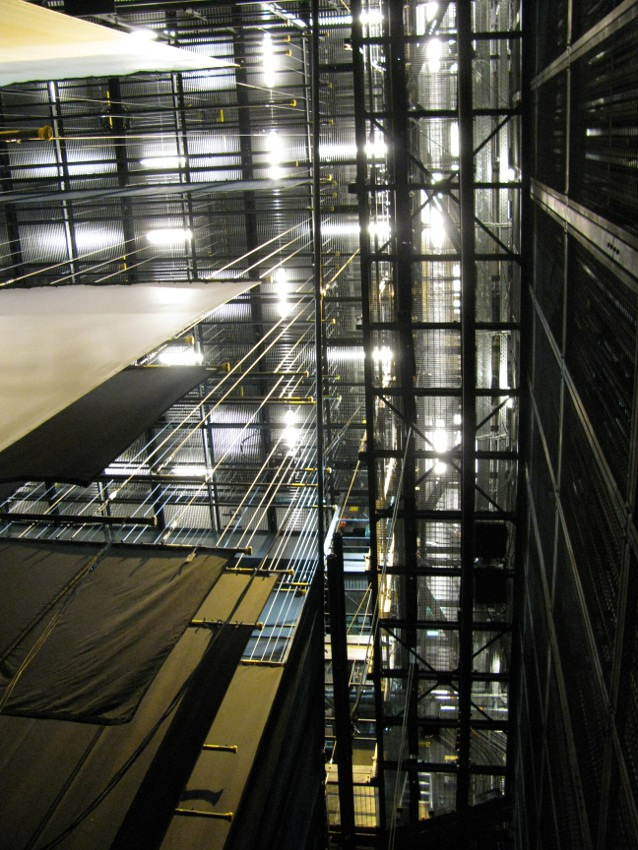
在後台看到的布景吊架

## 外部連結
- 法國民眾國家劇院官方網站 （页面存档备份，存于）